# مطار توسان الدولي
مطار توسان الدولي (إياتا: TUS، إيكاو: KTUS، معرف الموقع إف إيه إيه: TUS) هو مطار عام مشترك مدني عسكري في مطار يملكه مدينة توسان يقع 13 كيلومترًا جنوبًا من وسط مدينة توسان في مقاطعة پيما في أريزونا. هو ثاني أكثر المطارات ازدحاما في ولاية أريزونا بعد مطار فينيكس سكاي هاربور الدولي.

## شركات الطيران والوجهات

### المدنية
| شركـات طيـران                                   | الوجهات | Refs  |
| ----------------------------------------------- | --- | ----- |
| Aeromar                                         | Culiacán، Guadalajara، Hermosillo | [ 3 ] |
| خطوط آلاسكا الجوية                              | مطار سياتل تاكوما الدولي | [ 4 ] |
| خطوط آلاسكا الجوية operated by SkyWest Airlines | مطار سان خوسيه الدولي (begins August 28, 2017) Seasonal: مطار بورتلاند الدولي                                                                                            | [ 4 ] |
| الخطوط الجوية الأمريكية                         | مطار أوهير الدولي، مطار دالاس فورت ورث الدولي Seasonal: مطار جون إف كينيدي الدولي                                                                                        | [ 6 ] |
| إمريكان إيغل                                    | مطار لوس أنجلوس الدولي، مطار فينيكس سكاي هاربر الدولي | [ 6 ] |
| خطوط دلتا الجوية                                | مطار هارتسفيلد جاكسون Seasonal: مطار منيابولس-سنت بول الدولي | [ 7 ] |
| Delta Connection                                | مطار لوس أنجلوس الدولي، مطار سولت لايك سيتي الدولي Seasonal: مطار سياتل تاكوما الدولي                                                                                    | [ 7 ] |
| خطوط ساوث ويست الجوية                           | مطار ميدواي الدولي، مطار دنفر الدولي، مطار ماكاران الدولي، مطار لوس أنجلوس الدولي، مطار سان دييغو الدولي Seasonal: Houston–Hobby، مطار أوكلاند الدولي (الولايات المتحدة) | [ 8 ] |
| الخطوط الجوية المتحدة                           | مطار دنفر الدولي، مطار جورج بوش الدولي | [ 9 ] |
| United Express                                  | مطار أوهير الدولي، مطار دنفر الدولي، مطار جورج بوش الدولي، مطار لوس أنجلوس الدولي، مطار سان فرانسيسكو الدولي                                                             | [ 9 ] |

### البضائع
| شركـات طيـران                              | الوجهات                    |
| ------------------------------------------ | -------------------------- |
| دي إتش إل للطيران operated by Southern Air | Cincinnati                 |
| دي إتش إل إكسبريس operated by Ameriflight  | مطار لوس أنجلوس الدولي     |
| فيديكس إكسبرس                              | Lubbock، مطار ممفيس الدولي |

## الإحصاءات

### أكثر الوجهات حركة
| رتبة | المدينة                           | الركاب  | ناقلات                                           |
| ---- | --------------------------------- | ------- | ------------------------------------------------ |
| 1    | دالاس/فورت وورث, تكساس            | 274,000 | أمريكا                                           |
| 2    | لوس أنجلوس, كاليفورنيا            | 231,000 | الأمريكية، دلتا, الجنوب الغربي، الولايات المتحدة |
| 3    | Phoenix Sky Harbor, أريزونا       | 176,000 | أمريكا                                           |
| 4    | دنفر ، كولورادو                   | 171,000 | الجنوب الغربي،                                   |
| 5    | لاس فيغاس ، نيفادا                | 121,000 | جنوب غرب                                         |
| 6    | أتلانتا, جورجيا                   | 99,000  | دلتا                                             |
| 7    | شيكاغو–أوهير, إلينوي              | 84,000  | الأمريكية، المتحدة                               |
| 8    | سان دييغو, كاليفورنيا             | 78,000  | جنوب غرب                                         |
| 9    | هيوستن–فندق انتركونتيننتال, تكساس | 71,000  | المتحدة                                          |
| 10   | Chicago–Midway, إلينوي            | 68,000  | جنوب غرب                                         |

### حصة السوق حسب شركة الطيران
| رتبة | الطيران                       | الركاب           | حصة    |
| ---- | ----------------------------- | ---------------- | ------ |
| 1    | خطوط ساوث وست                 | 976,000          | 30.94% |
| 2    | الخطوط الجوية الأمريكية       | 705,000          | 22.36% |
| 3    | SkyWest                       | 681,000          | 21.61% |
| 4    | [[طيران ميسا \|طيران ميسا ]] ‏ | 263,000          | 8.33%  |
| 5    | خطوط دلتا الجوية              | 246,000          | 7.79%  |
| 6    | آخرين                         | يوجد 283.000 طفل | 8.97%  |

## وصلات خارجية
- مطار توسان الدولي, الموقع الرسمي

- مصادر لهذا المطار:
  - من AirNav: معلومات المطار ل KTUS
  - من ASN: تاريخ الحواث لTUS
  - من FlightAware: معلومات المطار ل ومتعقب حي للرحلات
  - من NOAA/NWS: اخر ملاحظات الطقس
  - من SkyVector: وثيقة الطيران ل KTUS
  - من FAA: تأخير المعلومات حي TUS